# Dolina Jaworzynki

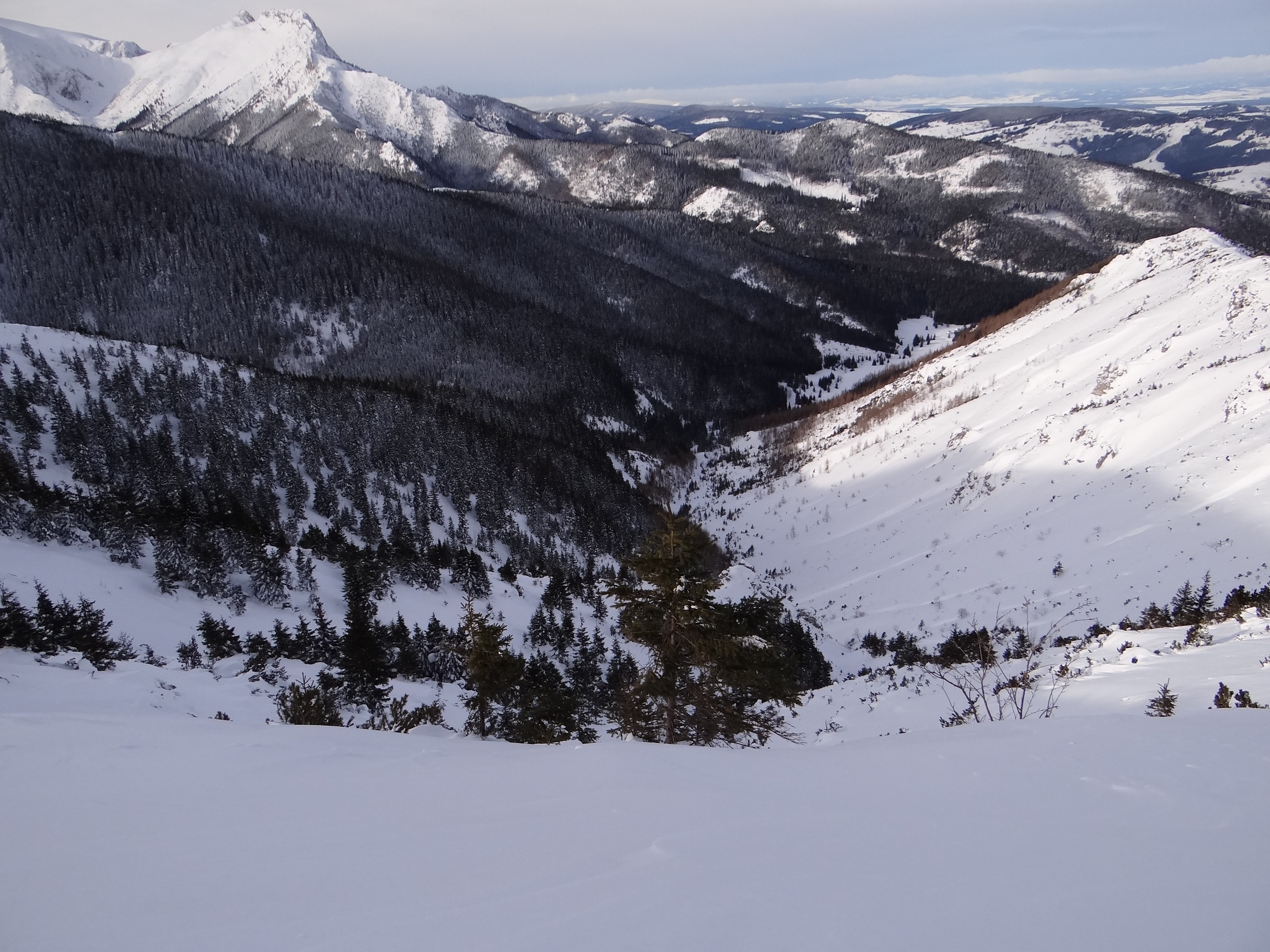
Giewont vom Tal im Winter

Die eiszeitlich durch Gletscher geformte Dolina Jaworzynki ist ein Tal in der polnischen Westtatra in der Woiwodschaft Kleinpolen. Es befindet sich auf dem Gemeindegebiet von Zakopane im Powiat Tatrzański.

## Geographie
Das Tal ist ein östliches Seitental des Haupttals Dolina Bystrej und ist von bis zu 1704 Meter hohen Bergen umgeben, u. a. der Kopa Magury. Die Felswände im Tal sind aus Kalkstein, in denen zahlreiche Höhlen auftreten, von denen die Jaskinia Magurska die bekannteste ist.
Das Tal fällt von Südosten nach Nordwesten von ungefähr 1704 Höhenmetern auf 1014 Höhenmeter herab. Es wird vom Gebirgsfluss Jaworzynka durchflossen. Die Gewässer des Tals fließen zu einem großen Teil unterirdisch.

## Etymologie
Der Name lässt sich übersetzen als „Tal der Jaworzynka“. Der Name rührt von dem Gebirgsbach, der es durchfließt.

## Flora und Fauna
Das Tal liegt oberhalb und unterhalb der Baumgrenze und wird im oberen Bereich von Bergkiefern und im unteren Bereich von Nadelwald bewachsen. Das Tal ist Rückzugsgebiet für zahlreiche Säugetiere und Vogelarten.

## Klima
Im Tal herrscht Hochgebirgsklima.

## Almwirtschaft
Vor der Errichtung des Tatra-Nationalparks im Jahr 1954 wurde das Tal für die Almwirtschaft genutzt. Danach wurden die Eigentümer der Almen enteignet bzw. zum Verkauf gezwungen. Ehemalige Almhütten befinden sich noch im Tal. Die größte Alm im Tal war die Hala Jaworzynka. Im Tal wurden ebenfalls Erze abgebaut. Die ehemaligen Schächte sind noch vorhanden. Von 1920 bis 1930 befand sich im Tal die älteste Skisprungschanze Zakopanes. Nach dem Bau der Wielka Krokiew wurde diese Schanze wieder abgebaut. Der Schanzenrekord betrug 36 Meter und wurde von František Wende aufgestellt.

## Tourismus
Durch das Tal führt ein sehr beliebter Wanderweg von Zakopane. 
- ▬ Ein gelb markierter Wanderweg vom Zakopaner Stadtteil Kuźnice auf den Bergpass Przełęcz między Kopami und weiter auf die Hala Gąsienicowa.

## Panorama

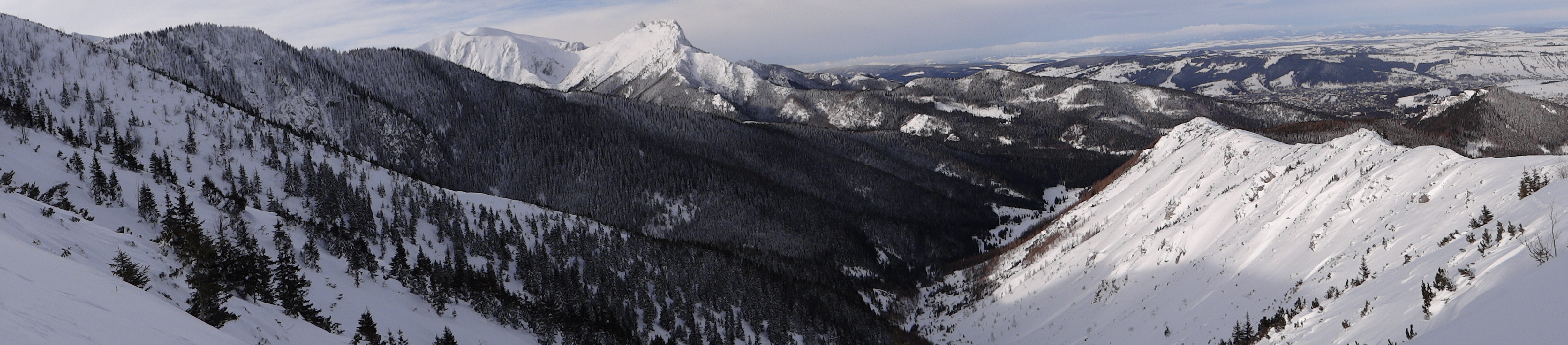
Panorama des Tals vom Bergpass Przełęcz między Kopami